# Bembidion bukejsi
Bembidion bukejsi es una especie extinta de escarabajo del género Bembidion, familia Carabidae. Fue descrita científicamente por Schmidt and Michalik en 2017.
Habitó en Kaliningrado (Rusia).